# 20 złotych 1050. rocznica Chrztu Polski
20 złotych 1050. rocznica Chrztu Polski – polski banknot kolekcjonerski o nominale dwudziestu złotych, wprowadzony do obiegu 12 kwietnia 2016 roku.

## Awers
W centralnej części awersu banknotu znajdują się wizerunki Mieszka I i Dobrawy, polskie godło oraz napis Narodowy Bank Polski. W prawym górnym rogu znajduje się zabezpieczenie holograficzne wraz z nominałem, zaś w prawym dolnym rogu znajduje się krzyż. Na lewej stronie awersu znajduje się napis 1050. rocznica CHRZTU POLSKI, znak wodny, nominał banknotu i znaczenie dla niewidomych (wytłoczone XX).

## Rewers
Na rewersie banknotu w centralnej części znajduje się wizerunek archikatedry gnieźnieńskiej oraz kielich. Na prawej stronie rewersu znajduje się numer seryjny banknotu oraz jego nominał. Na lewej stronie rewersu znajduje się numer seryjny banknotu, napis Narodowy Bank Polski oraz element wykonany farbą zmienną optycznie.

## Nakład
Polska Wytwórnia Papierów Wartościowych wydrukowała 35 000 banknotów (co czyni ten banknot drugi banknotem kolekcjonerskim wydrukowanym w najmniejszym nakładzie), o wymiarach 144 × 77 mm, według projektu Krystiana Michalczuka. Autorami rytów znajdujących się na banknocie są Krystian Michalczuk i Przemysław Krajewski.

## Opis
Jest to 8. banknot kolekcjonerski wydany przez PWPW. Upamiętnia 1050. rocznicę chrztu Polski.

## Nagrody
W 2017 roku banknot został nagrodzony w kategorii najlepszy banknot kolekcjonerski podczas Currency Conference International Association of Currency Affairs w Kuala Lumpur.

## Zabezpieczenia
Banknot ma zabezpieczenia takie jak:
- znak wodny
- mikrodruk
- zabezpieczenie holograficzne
- recto-verso
- efekt kątowy
- specjalny raster w technice wklęsłodruku (krzyż)
- oznaczenie dla niewidomych (wytłoczone XX)
- element wykonany farbą zmienną optycznie
- nitka zabezpieczająca
- znak UV